# 长则普明寺
长则普明寺是一座古建筑，位于山西省晋中市平遥县襄垣乡长则村。
该寺在明代重修，正殿是典型明代建筑，保存有明代的精美壁画。
2019年10月7日，长则普明寺公布为第八批全国重点文物保护单位。